# Copa del Mediterráneo 1992
La Copa del Mediterráneo 1992 fue la segunda edición de la Copa del Mediterráneo disputada en el estadio Luigi Ferraris, en Génova, Italia. En dicha edición participaron tres clubes de fútbol: Genoa CFC como anfitrión y AC Milán y SSC Napoles como invitados. A diferencia de la edición de 1990, los partidos se redujeron a un tiempo de 45 minutos con tanda de penaltis en caso de empate.
A pesar de igualar en puntos a sus rivales e igualar al Nápoles en diferencia de goles, el campeón de aquella edición fue AC Milán debido a que anotó más goles.

## Organización

### Formato de competición
Los tres clubes participantes juegan en un triangular por el sistema de todos contra todos. De esta forma, cada equipo disputa dos partidos, dando un total de 6. Cada partido dura un tiempo de 45 minutos. Dependiendo del resultado del partido, el ganador recibe 2 puntos y el perdedor no recibe ningún punto. En caso de empate, el vencedor se determina por medio de la tanda de penaltis. Gana el club que se ubique en el primer lugar del triangular.

### Sede
| Ciudad | Estadio                | Capacidad |
| ------ | ---------------------- | --------- |
| Génova | Estadio Luigi Ferraris | 36.599    |

## Equipos participantes
En cursiva los equipos debutantes.
| Equipos participantes | Equipos participantes | Equipos participantes |
| --------------------- | --------------------- | --------------------- |
| AC Milán              | Genoa CFC             | SSC Napoles           |

## Resultados
| Equipo      | Pts | PJ | PG | PE | PP | GF | GC | Dif |
| ----------- | --- | -- | -- | -- | -- | -- | -- | --- |
| AC Milán    | 2   | 2  | 1  | 0  | 1  | 3  | 2  | +1  |
| SSC Napoles | 2   | 2  | 1  | 0  | 1  | 2  | 1  | +1  |
| Genoa CFC   | 2   | 2  | 1  | 0  | 1  | 1  | 3  | -2  |

| 12 de agosto de 1992 | Genoa CFC      | 1:0     | SSC Napoles | Estadio Luigi Ferraris, Génova |  |
|                      | Bortolazzi 16' | Reporte |             |                                |  |

| 12 de agosto de 1992 | SSC Napoles               | 2:0     | AC Milán | Estadio Luigi Ferraris, Génova |  |
|                      | Careca 15' · Policano 37' | Reporte |          |                                |  |

| 12 de agosto de 1992 | AC Milán                                        | 3:0     | Genoa CFC | Estadio Luigi Ferraris, Génova |  |
|                      | Boban 4' · van Basten 30' · Caricola 45' (a.g.) | Reporte |           |                                |  |

|                              |
|                              |
| Campeón AC Milán 1.er título |

## Estadísticas

### Goleadores
| Jugador          | Club        | Goles |
| ---------------- | ----------- | ----- |
| Zvonimir Boban   | AC Milán    | 1     |
| Marco van Basten | AC Milán    | 1     |
| Mario Bortolazzi | Genoa CFC   | 1     |
| Careca           | SSC Napoles | 1     |
| Roberto Policano | SSC Napoles | 1     |

### Autogoles
| Jugador         | Club      | Rival    | Goles |
| --------------- | --------- | -------- | ----- |
| Nicola Caricola | Genoa CFC | AC Milán | 1     |